# Cantó de Monthureux-sur-Saône
El cantó de Monthureux-sur-Saône és un cantó francès del departament dels Vosges, situat al districte de Neufchâteau. Té 11 municipis i el cap és Monthureux-sur-Saône.

## Municipis
- Ameuvelle
- Bleurville
- Claudon
- Fignévelle
- Gignéville
- Godoncourt
- Martinvelle
- Monthureux-sur-Saône
- Nonville
- Regnévelle
- Viviers-le-Gras

## Història
| Data d'elecció                           | Identitat          | Partit                         | Qualitat |
| ---------------------------------------- | ------------------ | ------------------------------ | -------- |
| 1945-1949                                | M. Belin           | Radical                        |          |
| 1949-1961                                | André Garnier      | RPF-RS, després sense etiqueta |          |
| 1961-1979                                | Jean Cayotte       | Divers droite                  |          |
| 1979-1995                                | Henri Didier       | UDF                            |          |
| 1995-1998                                | Raymond Recouvreur | Divers droite                  |          |
| 1998-                                    | Alain Roussel      | Divers gauche, després UMP     |          |
| les dades anteriors no són pas conegudes |                    |                                |          |
|                                          |                    |                                |          |

## Demografia
| A partir de 1990: Població sense dobles comptes |